# 第九代德比伯爵威廉·斯坦利
第九代德比伯爵威廉·理查德·乔治·斯坦利（约1655年-1702年11月5日）是一位英国贵族和政治家。
威廉是第八代德比伯爵查尔斯·斯坦利和妻子多萝莎·海伦娜·柯克霍芬的长子。 
他于1672年继承了父亲的伯爵爵位，随后在1676年至1687年间担任了兰开夏郡的督察员。并于1688年至1701年接任了柴郡的督察员。 1685年，威廉向上议院请愿，要求恢复政府从他已故父亲手中取得的一些家族地产，包括位于哈瓦登、比德斯顿和兰开夏郡布劳顿的庄园。
在威廉三世取代詹姆斯二世的光荣革命之后，威廉在1689年被任命为兰开夏郡督察，以召集兰开夏郡民兵。他组建了三个步兵营，三个骑兵营，并被任命为第一团的上校。然而，他的弟弟詹姆斯，一名职业军人，在爱尔兰战役期间实际上指挥了兰开夏旅。 
威廉于1673年与奥索里伯爵托马斯·巴特勒的女儿伊丽莎白·巴特勒结婚。他唯一的儿子詹姆斯·斯坦利，斯特兰奇勋爵，先于他而死。
在他于1702年11月5日去世后，他的两个女儿暂时搁置了斯特兰奇男爵的头衔（后来被大女儿亨利埃塔获得）。他的弟弟詹姆斯·斯坦利 (James Stanley) 继承了伯爵爵位，成为了第十代德比伯爵。威廉的妻子伊丽莎白·巴特勒于1717年7月5日去世。 

## 注脚
1. 1 2 3 4  Burke's, 'Derby'.
2. ↑  . British History Online.   [19 July 2020]. （原始内容存档于2021-09-06）.
3. ↑  Williamson & Whalley, pp. 1–8, 373–4.